# Hoher Militärverwaltungsgerichtshof (Türkei)
Der Hohe Militärverwaltungsgerichtshof (türkisch Askerî Yüksek İdare Mahkemesi) ist eines der obersten Gerichte der Türkei und wurde am 4. Juli 1972 gegründet. Die heutigen Funktionen des Hohen Militärverwaltungsgerichtshofs wurden bis dahin vom Staatsrat wahrgenommen.

## Funktion
Das Gericht ist gemäß Artikel 157 der türkischen Verfassung die erste und letzte Instanz, welche 

„die Streitigkeiten aus Verwaltungsakten und Verwaltungshandlungen gerichtlich überprüft, welche Militärpersonen betreffen oder im Zusammenhang mit dem Militärdienst stehen, auch wenn sie von nicht-militärischen Behörden erlassen wurden. Bei Streitigkeiten, die sich aus der Militärdienstpflicht ergeben, bedarf es nicht der Eigenschaft des Betroffenen als Militärperson.“

## Mitglieder
Die Wahl und die Amtszeit der Mitglieder ist in Art. 157 Abs. 2, 3, 4 der türkischen Verfassung geregelt.
Diese lauten:

„Die aus der Klasse der Militärrichter stammenden Mitglieder des Hohen Militärverwaltungsgerichtshofs werden vom Präsidenten der Republik aus der Reihe von je drei Kandidaten gewählt, die von den aus jener Klasse stammenden Vorsitzenden und Mitgliedern mit einfacher Mehrheit ihrer Gesamtzahl in geheimer Abstimmung aus der Reihe der Militärrichter Erster Klasse für jede freie Stelle aufgestellt werden; die nicht aus der Klasse der Militärrichter stammenden Mitglieder werden vom Präsidenten der Republik aus der Reihe von je drei Kandidaten gewählt, die vom Amt des Generalstabschefs aus der Reihe der Offiziere, deren Dienstgrade und Eigenschaften im Gesetz aufgeführt sind, für jede freie Stelle aufgestellt werden.“

„Die Amtszeit der nicht aus der Klasse der Militärrichter stammenden Mitglieder beträgt höchstens vier Jahre.“

„Der Präsident des Gerichts, der Generalanwalt und die Senatspräsidenten werden aus denjenigen, die der Klasse der Richter angehören, nach Dienstgrad und Dienstalter ernannt.“

## Organisation
Das Gericht besteht aus zwei Senaten mit je sieben – fünf Militärrichter und zwei Offiziere – Mitgliedern. Zudem gehören den Senaten jeweils drei Berichterstatter aus den Reihen der Militärrichter an, die jedoch keine Mitglieder des Gerichts sind.
Die Anzahl der Senate kann bei großer Auslastung – mit Zustimmung des Generalstabschefs – vom Verteidigungsministerium auf drei erhöht und auf selbem Wege wieder auf zwei reduziert werden.
Zudem gibt es den ebenfalls sieben Mitglieder umfassenden Senatsausschuss. Dieser besteht unter dem Vorsitz des Präsidenten aus den Senatspräsidenten und je einem Militärrichter und einem Offizier aus beiden Senaten, die jeweils von den übrigen Senatsmitgliedern für ein Jahr gewählt werden.
Der Vorsitzendenrat besteht aus dem Präsidenten, den Senatspräsidenten und den jeweils dienstältesten Senatsmitgliedern, also insgesamt fünf Mitgliedern.
Daneben bilden der Präsident, der Generalanwalt, die Senatspräsidenten und das dienstälteste Mitglied des Gerichts den Hohen Disziplinarausschuss.
Treten alle Mitglieder des Gerichts zusammen, so entsteht der Generalausschuss.
Ein Mitglied aus den Reihen der Militärrichter wird vom Vorsitzendenrat zum Generalsekretär gewählt.